# 多瑞爾頓公寓

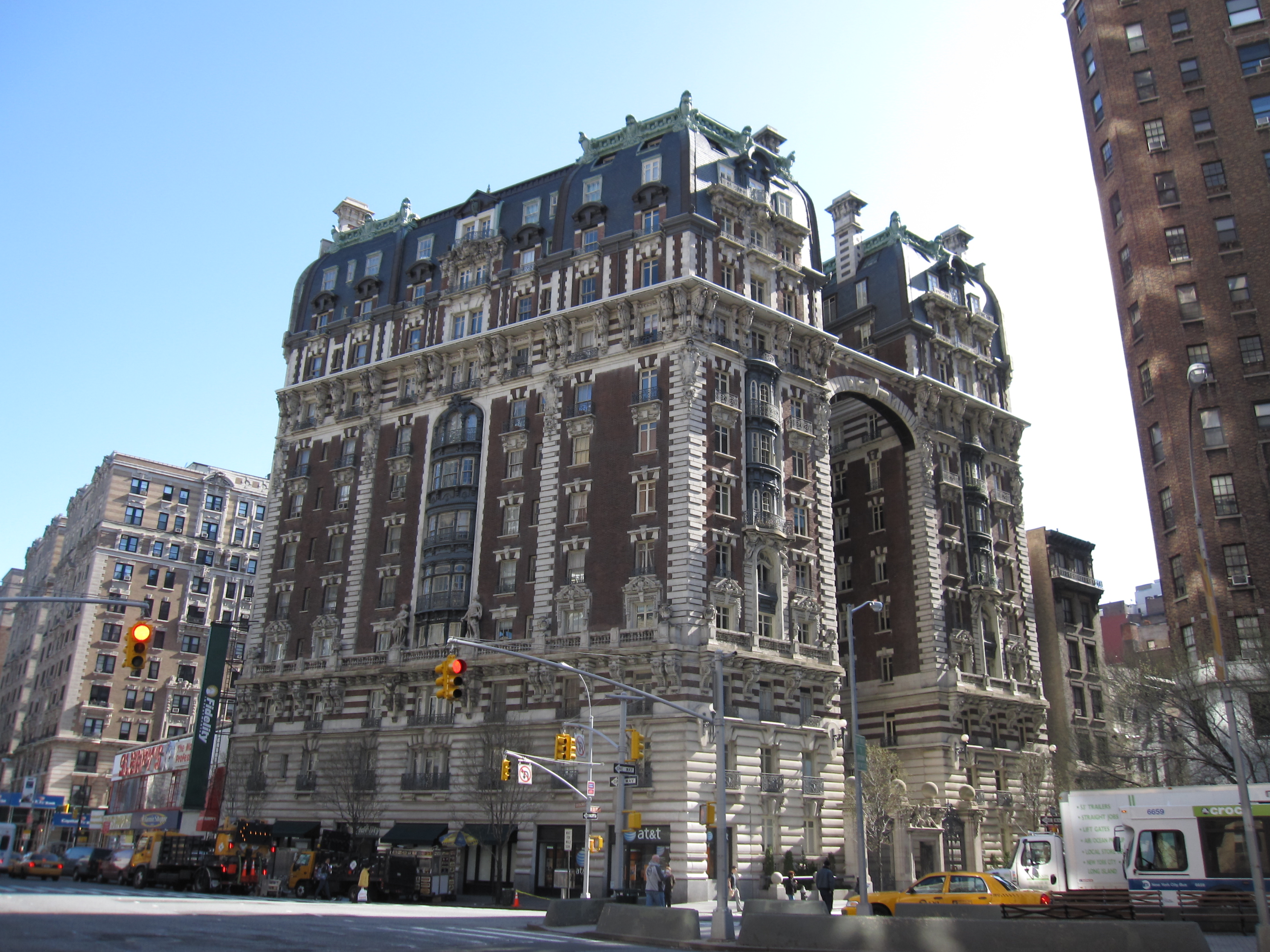
多瑞爾頓公寓

多瑞爾頓公寓（The Dorilton）是位於美國紐約市曼哈頓的一座高級公寓，於1900年開始施工，1902年竣工。多瑞爾頓公寓是一棟布雜藝術風格建築，外表裝飾華麗。Walter B. Melvin建築事務所在1998年對公寓外裝進行了修復。1974年，多瑞爾頓公寓被列入紐約市地標。1983年，該建築又列入國家史跡名錄。